# Клаусс, Наташа
Наташа Клаусс (исп. Natasha Klauss, настоящее имя Наташа Алехандра Растапкавичус Аррондо исп. Natasha Alejandra Rastapkavicius Arrondo) — колумбийская актриса литовского происхождения.

## Биография
Родилась 25 июня 1975 года в Кали (Колумбия). Но провела детство в Барранкилье. Её мать — уругвайка, отец — литовец. Имеет брата Петера Клаусса, который работает моделью.
В детстве мечтала стать балериной и брала уроки хореографии. Но травма ноги положила конец этим планам. В 16 лет отправилась в Боготу, чтобы изучать актёрское мастерство, но вскоре вернулась к родителям. Изучала дикторское мастерство. Через 2 года она вновь отправляется в столицу изучать социологию. Но актёрство вновь поманило её, и Наташа поступила в актёрскую школу. Долгое время её воспринимали как сестру Петера Клаусса и ещё одно красивое личико на экране. Но Наташа приложила много усилий, чтобы доказать свою состоятельность как актрисы. Сериалы с её участием вышли на международный уровень и были показаны во многих странах (в том числе и в России). Все её роли разноплановые: строптивая Сарита Элисондо в «Тайной страсти», злодейка Исабелла Монтилья в «Шторме», добрая Лусмила в сериале «Мое второе я» и т. д.
Одной из лучших ролей Наташи стала роль Сариты Элисондо в сериале «Тайная страсть». Её партнерами были Данна Гарсия, Паола Рей. Романтическую историю в сериале «Тайная страсть» Наташа сыграла с аргентинским актёром Мишелем Брауном. Их дуэт пользовался большой популярностью, и Наташа была удостоена нескольких премий за роль Сариты Элисондо.

## Семья
Была замужем 2 раза: до 2001 года за Виктором Гомесом (от которого имеет дочь Исабеллу) и с 2003 года за фотографом Марсело Греко. 23 апреля 2009 года родила второго ребенка — дочь Палому.

## Сериалы
- 1996 — Красивая женщина / Senora Bonita
- 1996 — Женатые / Cazados — Лаура
- 1997 — Пленники любви / Prisioneros del Amor
- 1998 — Запретное сердце / Corazon prohibido
- 2000 — Петушиные бои / La Caronera — Ампарито
- 2001 — Между двумя типами любви / Entre amores — Грасиела
- 2002 — Утренняя Мария / Maria Madrugada — Аида
- 2002 — Месть / La Venganza — Сандра Гусман
- 2003 — Тайная страсть / Pasion De Gavilanes — Сара Элисондо
- 2004 — Мое второе я (Женщина в зеркале) / Mujer en el Espejo — Лусила
- 2005 — Шторм / La Tormenta) — Исабелла Монтилья
- 2007 — Зорро: меч и роза / Zorro: la Espada y la Rosa — Суплисиос
- 2005—2007 — Женщины — убийцы / Decisiones
- 2008 — Невеста для двоих / Novia Para Dos — Таня
- 2010 — Наследники дель Монте / Los herederos del Monte — Берта

## Премии
- Премия TVyNOVELAS (2006) за лучшую злодейку в сериале «Шторм»
- Премия DOS DE ORO (2004) за роль «Сариты Элисондо» в сериале «Тайная страсть»